# Paul Rae
Paul Rae, född som Paul Rae Stuart den 27 juni 1968 i New Orleans i Louisiana, är en amerikansk skådespelare. Han medverkar bland annat i filmer som Kollopapporna, True Grit och Texas Chainsaw 3D.
Rae föddes som son till föräldrarna Jean Rushing och Norman Stuart, och växte upp i staden Bogalusa, belägen i Washington Parish i hemdelstaten Louisiana. Han tog examen från Bogalusa High School år 1986.

## Filmografi (i urval)

### Filmer
- 2005 – Coach Carter
- 2006 – Air Buddies – Valpgänget på äventyr
- 2007 – Next
- 2007 – Kollopapporna
- 2008 – Snow Buddies – Valpgänget i Alaska
- 2008 – W.
- 2009 – Santa Buddies – Julkul med Valpgänget
- 2010 – True Grit
- 2012 – Tomtetass 2: Julens hjältar
- 2013 – Texas Chainsaw 3D
- 2014 – Some Kind of Beautiful
- 2018 – The Open House
- 2018 – The Ballad of Buster Scruggs

### TV-serier
| - 2003 – Sabrina tonårshäxan (TV-serie) - 2003 – CSI: Crime Scene Investigation (TV-serie) - 2003 – Star Trek: Enterprise (TV-serie) - 2004 – Las Vegas (TV-serie) - 2004–2006 – Vita huset (TV-serie) - 2005 – Monk (TV-serie) - 2005 – Desperate Housewives (TV-serie) - 2005 – NCIS (TV-serie) - 2005 – Malcolm – Ett geni i familjen (TV-serie) - 2007 – Moonlight (TV-serie) - 2007 – The Closer (TV-serie) - 2008 – House (TV-serie) - 2008 – Californication (TV-serie) - 2009 – Eleventh Hour (TV-serie) | - 2009 – Criminal Minds (TV-serie) - 2009 – Fringe (TV-serie) - 2010 – Jonas L.A. (TV-serie) - 2011 – Lycka till Charlie! (TV-serie) - 2013 – Justified (TV-serie) - 2013 – Mad Men (TV-serie) - 2013 – Supernatural (TV-serie) - 2014 – Legit (TV-serie) - 2014 – True Blood (TV-serie) - 2015 – Aquarius (TV-serie) - 2017–2018 – Damnation (TV-serie) - 2018 – Patriot (TV-serie) - 2022 – The Lincoln Lawyer (TV-serie) |